# Ian Maatsen
Ian Ethan Maatsen (* 10. března 2002) je nizozemský profesionální fotbalista, který hraje za anglický klub Aston Villa FC a nizozemský národní tým.

## Klubová kariéra

### Mládežnická kariéra
Maatsen se připojil k akademii Feyenoordu ve věku sedmi let, ale údajně byl vyřazen, protože byl příliš malý. Přestoupil do Sparty Rotterdam a poté do PSV Eindhoven, než v roce 2018 přestoupil do Chelsea.

### Chelsea
Dne 25. září 2019 debutoval za londýnský klub jako náhradník při vítězství 7:1 v EFL Cupu nad Grimsby Town.

#### Hostování v Charltonu
Dne 13. října 2020 se Maatsen připojil k Charlton Athletic na sezónní hostování. 20. října debutoval v lize, když přišel z lavičky jako náhradník ve druhém poločase při výhře 1:0 nad Blackpoolem. Svůj první seniorský gól vstřelil 2. dubna 2021 při venkovní výhře 1:0 nad Doncasterem Rovers.

#### Hostování v Coventry
Dne 30. července 2021 odešel Maatsen na hostování do Coventry City. Dne 2. října 2021 vstřelil svůj první gól za klub v zápase proti Fulhamu a pomohl svému týmu k vítězství 4:1. Celkově Maatsen během sezóny 2021/22 odehrál za Coventry 40 ligových zápasů a vstřelil tři góly.

#### Hostování v Burnley
Dne 15. července 2022 se Maatsen připojil k Burnley na sezónní hostování. Debutoval v prvním kole EFL Championship 2022/23 proti Huddersfieldu Town, kde také vstřelil jediný gól zápasu při výhře 1:0. Po svých působivých výkonech byl Maatsen jmenován hráčem měsíce EFL Championship pro leden 2023. Jeho tým nakonec ligu vyhrál a postoupil do Premier League.

#### Hostování v Borussii Dortmund
Dne 12. ledna 2024 podepsal Maatsen prodloužení smlouvy s Chelsea do roku 2026 a přestoupil do Borussie Dortmund na půlroční hostování. 16. dubna vstřelil svůj první gól v Lize mistrů při výhře 4:2 nad Atléticem Madrid ve druhém čtvrtfinálovém utkání a tímto gólem pomohl svému týmu postoupit do semifinále. Borussia se nakonec dostala do finále, kde Maatsen hrál od začátku zápasu a jeho chybná přihrávka vedla ke druhému gólu Realu Madrid při jeho výhře 2:0 na Wembley Stadium.

### Aston Villa
Dne 28. června 2024 podepsal Maatsen smlouvu s dalším klubem Premier League Aston Villou za částku ve výši 44,5 milionu liber, a podepsal šestiletou smlouvu (do roku 2030). Dne 17. srpna 2024 Maatsen debutoval v Aston Ville jako náhradník při vítězství 2:1 v úvodním kole nad West Hamem United.

## Reprezentační kariéra
Maatsen je mládežnický reprezentant Nizozemska. Zemi reprezentoval na všech úrovních od týmu do 15 do týmu do 21 let.
V září 2023 ho trenér Ronald Koeman poprvé povolal do nizozemského seniorského týmu, a to na dva kvalifikační zápasy na Mistrovství Evropy ve fotbale 2024 proti Řecku a Irsku.
V květnu 2024 byl Maatsen vybrán do 30členného předběžného týmu pro Mistrovství Evropy ve fotbale 2024, ale později byl z finálního týmu vynechán. 11. června byl však do nizozemského týmu znovu povolán jako náhrada za zraněného Frenkieho de Jonga.

## Osobní život
Maatsen se narodil ve Vlaardingenu v Jižním Holandsku, je surinamského původu a má také indonéské předky z Jávy.

## Statistiky

### Klubové
Platí k 21. 7. 2025
| Klub                          | Sezóna            | Liga              | Liga   | Liga | Národní pohár | Národní pohár | Ligový pohár | Ligový pohár | Kontinentální | Kontinentální | Ostatní | Ostatní | Celkově | Celkově |
| Klub                          | Sezóna            | Soutěž            | Zápasy | Góly | Zápasy        | Góly          | Zápasy       | Góly         | Zápasy        | Góly          | Zápasy  | Góly    | Zápasy  | Góly    |
| ----------------------------- | ----------------- | ----------------- | ------ | ---- | ------------- | ------------- | ------------ | ------------ | ------------- | ------------- | ------- | ------- | ------- | ------- |
| Chelsea U21                   | 2018/19           | —                 | —      | —    | —             | —             | —            | —            | —             | —             | 1       | 0       | 1       | 0       |
| Chelsea U21                   | 2019/20           | —                 | —      | —    | —             | —             | —            | —            | —             | —             | 2       | 0       | 2       | 0       |
| Chelsea U21                   | 2020/21           | —                 | —      | —    | —             | —             | —            | —            | —             | —             | 2       | 0       | 2       | 0       |
| Chelsea U21                   | Celkově           | Celkově           | —      | —    | —             | —             | —            | —            | —             | —             | 5       | 0       | 5       | 0       |
| Chelsea                       | 2019/20           | Premier League    | 0      | 0    | 0             | 0             | 1            | 0            | 0             | 0             | 0       | 0       | 1       | 0       |
| Chelsea                       | 2023/24           | Premier League    | 12     | 0    | 0             | 0             | 3            | 0            | —             | —             | —       | —       | 15      | 0       |
| Chelsea                       | Celkově           | Celkově           | 12     | 0    | 0             | 0             | 4            | 0            | 0             | 0             | 0       | 0       | 16      | 0       |
| Charlton Athletic (hostování) | 2020/21           | League One        | 34     | 1    | 1             | 0             | —            | —            | —             | —             | 0       | 0       | 35      | 1       |
| Coventry City (hostování)     | 2021/22           | Championship      | 40     | 3    | 1             | 0             | 1            | 0            | —             | —             | —       | —       | 42      | 3       |
| Burnley (hostování)           | 2022/23           | Championship      | 39     | 4    | 2             | 0             | 1            | 0            | —             | —             | —       | —       | 42      | 4       |
| Borussia Dortmund (hostování) | 2023/24           | Bundesliga        | 16     | 2    | —             | —             | —            | —            | 7             | 1             | —       | —       | 23      | 3       |
| Aston Villa                   | 2024/25           | Premier League    | 29     | 1    | 4             | 0             | 2            | 0            | 10            | 1             | —       | —       | 45      | 2       |
| Celkově v kariéře             | Celkově v kariéře | Celkově v kariéře | 170    | 11   | 8             | 0             | 8            | 0            | 17            | 2             | 5       | 0       | 208     | 13      |

## Úspěchy
Burnley
- EFL Championship: 2022/23

Borussia Dortmund
- Poražený finalista Ligy mistrů UEFA: 2023/24

Nizozemsko U17
- Mistrovství Evropy ve fotbale hráčů do 17 let: 2019

Individuální
- Hráč měsíce EFL Championship: leden 2023
- Tým sezóny EFL Championship: 2022/23
- Mladý hráč měsíce Bundesligy: leden 2024
- Tým sezóny Ligy mistrů UEFA: 2023/24